# 1971年の日本
1971年の日本（1971ねんのにほん）では、1971年（昭和46年）の日本の出来事・流行・世相などについてまとめる。

## 他の紀年法
日本では、西暦の他にも以下の紀年法を使用している。なお、以下の紀年法は西暦と月日が一致している。
- 元号
  - 昭和46年
- 神武天皇即位紀元
  - 皇紀2631年
- 干支
  - 辛亥（かのと い）

## カレンダー
| 1月 |    |    |    |    |    |    |
| 日  | 月 | 火 | 水 | 木 | 金 | 土 |
|     |    |    |    |    | 1  | 2  |
| 3   | 4  | 5  | 6  | 7  | 8  | 9  |
| 10  | 11 | 12 | 13 | 14 | 15 | 16 |
| 17  | 18 | 19 | 20 | 21 | 22 | 23 |
| 24  | 25 | 26 | 27 | 28 | 29 | 30 |
| 31  |    |    |    |    |    |    |
|     |    |    |    |    |    |    |

| 2月 |    |    |    |    |    |    |
| 日  | 月 | 火 | 水 | 木 | 金 | 土 |
|     | 1  | 2  | 3  | 4  | 5  | 6  |
| 7   | 8  | 9  | 10 | 11 | 12 | 13 |
| 14  | 15 | 16 | 17 | 18 | 19 | 20 |
| 21  | 22 | 23 | 24 | 25 | 26 | 27 |
| 28  |    |    |    |    |    |    |
|     |    |    |    |    |    |    |

| 3月 |    |    |    |    |    |    |
| 日  | 月 | 火 | 水 | 木 | 金 | 土 |
|     | 1  | 2  | 3  | 4  | 5  | 6  |
| 7   | 8  | 9  | 10 | 11 | 12 | 13 |
| 14  | 15 | 16 | 17 | 18 | 19 | 20 |
| 21  | 22 | 23 | 24 | 25 | 26 | 27 |
| 28  | 29 | 30 | 31 |    |    |    |
|     |    |    |    |    |    |    |

| 4月 |    |    |    |    |    |    |
| 日  | 月 | 火 | 水 | 木 | 金 | 土 |
|     |    |    |    | 1  | 2  | 3  |
| 4   | 5  | 6  | 7  | 8  | 9  | 10 |
| 11  | 12 | 13 | 14 | 15 | 16 | 17 |
| 18  | 19 | 20 | 21 | 22 | 23 | 24 |
| 25  | 26 | 27 | 28 | 29 | 30 |    |
|     |    |    |    |    |    |    |

| 5月 |    |    |    |    |    |    |
| 日  | 月 | 火 | 水 | 木 | 金 | 土 |
|     |    |    |    |    |    | 1  |
| 2   | 3  | 4  | 5  | 6  | 7  | 8  |
| 9   | 10 | 11 | 12 | 13 | 14 | 15 |
| 16  | 17 | 18 | 19 | 20 | 21 | 22 |
| 23  | 24 | 25 | 26 | 27 | 28 | 29 |
| 30  | 31 |    |    |    |    |    |
|     |    |    |    |    |    |    |

| 6月 |    |    |    |    |    |    |
| 日  | 月 | 火 | 水 | 木 | 金 | 土 |
|     |    | 1  | 2  | 3  | 4  | 5  |
| 6   | 7  | 8  | 9  | 10 | 11 | 12 |
| 13  | 14 | 15 | 16 | 17 | 18 | 19 |
| 20  | 21 | 22 | 23 | 24 | 25 | 26 |
| 27  | 28 | 29 | 30 |    |    |    |
|     |    |    |    |    |    |    |

| 7月 |    |    |    |    |    |    |
| 日  | 月 | 火 | 水 | 木 | 金 | 土 |
|     |    |    |    | 1  | 2  | 3  |
| 4   | 5  | 6  | 7  | 8  | 9  | 10 |
| 11  | 12 | 13 | 14 | 15 | 16 | 17 |
| 18  | 19 | 20 | 21 | 22 | 23 | 24 |
| 25  | 26 | 27 | 28 | 29 | 30 | 31 |
|     |    |    |    |    |    |    |

| 8月 |    |    |    |    |    |    |
| 日  | 月 | 火 | 水 | 木 | 金 | 土 |
| 1   | 2  | 3  | 4  | 5  | 6  | 7  |
| 8   | 9  | 10 | 11 | 12 | 13 | 14 |
| 15  | 16 | 17 | 18 | 19 | 20 | 21 |
| 22  | 23 | 24 | 25 | 26 | 27 | 28 |
| 29  | 30 | 31 |    |    |    |    |
|     |    |    |    |    |    |    |

| 9月 |    |    |    |    |    |    |
| 日  | 月 | 火 | 水 | 木 | 金 | 土 |
|     |    |    | 1  | 2  | 3  | 4  |
| 5   | 6  | 7  | 8  | 9  | 10 | 11 |
| 12  | 13 | 14 | 15 | 16 | 17 | 18 |
| 19  | 20 | 21 | 22 | 23 | 24 | 25 |
| 26  | 27 | 28 | 29 | 30 |    |    |
|     |    |    |    |    |    |    |

| 10月 |    |    |    |    |    |    |
| 日   | 月 | 火 | 水 | 木 | 金 | 土 |
|      |    |    |    |    | 1  | 2  |
| 3    | 4  | 5  | 6  | 7  | 8  | 9  |
| 10   | 11 | 12 | 13 | 14 | 15 | 16 |
| 17   | 18 | 19 | 20 | 21 | 22 | 23 |
| 24   | 25 | 26 | 27 | 28 | 29 | 30 |
| 31   |    |    |    |    |    |    |
|      |    |    |    |    |    |    |

| 11月 |    |    |    |    |    |    |
| 日   | 月 | 火 | 水 | 木 | 金 | 土 |
|      | 1  | 2  | 3  | 4  | 5  | 6  |
| 7    | 8  | 9  | 10 | 11 | 12 | 13 |
| 14   | 15 | 16 | 17 | 18 | 19 | 20 |
| 21   | 22 | 23 | 24 | 25 | 26 | 27 |
| 28   | 29 | 30 |    |    |    |    |
|      |    |    |    |    |    |    |

| 12月 |    |    |    |    |    |    |
| 日   | 月 | 火 | 水 | 木 | 金 | 土 |
|      |    |    | 1  | 2  | 3  | 4  |
| 5    | 6  | 7  | 8  | 9  | 10 | 11 |
| 12   | 13 | 14 | 15 | 16 | 17 | 18 |
| 19   | 20 | 21 | 22 | 23 | 24 | 25 |
| 26   | 27 | 28 | 29 | 30 | 31 |    |
|      |    |    |    |    |    |    |

## 在職者
- 天皇: 裕仁
- 内閣総理大臣: 佐藤栄作（自由民主党）
- 内閣官房長官: 保利茂（自由民主党）、7月5日より竹下登（自由民主党）
- 最高裁判所長官: 石田和外
- 衆議院議長: 船田中（自由民主党）
- 参議院議長: 重宗雄三（自由民主党）、7月17日より河野謙三（自由民主党）
- 国会:
  - 第65回 (常会, 1月22日-5月24日)
  - 第66回 (臨時会, 7月17日-24日)
  - 第67回 (臨時会, 10月18日-12月27日)

## 世相
- 第二次ベビーブーム。
- 日本マクドナルド、ロイヤルホストが開店、カップヌードルが発売され、食文化に変化の兆し。ハンバーガーの立ち食いに対して批判も起こった。
- 公害をめぐる訴訟や判決が相次ぎ、企業側の責任が追及される。

### 周年
- 1月15日 - 三菱電機創業50周年。
- 4月3日 - みんなのうた放送開始から10周年[1]。
- 4月6日 - NHKラジオ第2放送開局40周年。
- 4月12日 - コープこうべ設立50周年。
- 4月25日 - 大阪環状線開業10周年。
- 5月5日 - マルベル堂が創業50周年。[2]
- 8月25日 - 羽田空港が開港から40周年。
- 8月29日 - 廃藩置県から100周年。
- 9月 - 日本の女子中高生の制服にセーラー服が採用されて9月で50年[3]。
- 9月1日 - 毎日放送（MBSラジオ）、CBCラジオ（旧中部日本放送）開局20周年。日本の民間放送20周年。
- 9月8日 - 日本国との平和条約（サンフランシスコ平和条約）の署名から20周年。
- 9月18日 - 満州事変勃発から40年。
- 10月19日 - 日本国とソヴィエト社会主義共和国連邦との共同宣言（日ソ共同宣言）の署名から15周年。
- 11月4日 - 原敬暗殺から50年。
- 12月8日 - 真珠湾攻撃から30年。
- 12月18日 - 日本の国際連合（国連）への加盟から15周年。
- 12月25日
  - TBSラジオ開局20周年。
  - 大正天皇の崩御から45年。

## できごと

### 1月
- 1月17日 - ニッポン放送が糸居五郎のマラソンジョッキー放送[書籍 1]。
- 1月18日 - 運輸省が東北新幹線・上越新幹線・成田新幹線の基本計画を告示。
- 1月20日
  - 大阪万博で作られたタイムカプセルEXPO'70が大阪城天守閣前に埋設される。6970年開封予定。（点検用の2号機も1971年1月28日に埋設される）
  - 日本銀行、公定歩合を0.25％引き下げて5.75％に[書籍 1]。
- 1月23日 - ニッポン放送で糸居五郎が「50時間マラソンジョッキー」を実施[書籍 2]。
- 1月24日
  - 三島由紀夫の本葬が東京の築地本願寺で行われる[書籍 3]。（葬儀委員長は川端康成）
  - グループ・サウンズ「ザ・タイガース」、日本武道館において解散コンサート[書籍 4]。
  - 相撲横綱・大鵬が初場所千秋楽で32回目（最後）の優勝[書籍 4]。
- 1月27日 - 放火により葉山御用邸本邸が全焼[書籍 2][書籍 1]。
- 1月30日 - 日本共同証券、解散。
- 1月31日
  - 朝日放送で桂三枝（現：六代目桂文枝）司会のトーク番組『新婚さんいらっしゃい!』が放映開始。以後50年以上にわたり放送が続いている長寿番組。
  - 五日市線武蔵五日市駅 - 武蔵岩井駅間がこの日限りで廃止（このうち武蔵五日市駅 - 大久野駅間は旅客営業のみ廃止し貨物線として存続）。

### 2月
- 2月 - 積水化学工業がユニット住宅「セキスイハイム」を発売。
- 2月6日 - 山口県下関市の路面電車・山陽電気軌道の路線がこの日限りで全線廃止。
- 2月10日 - 茨城交通茨城線がこの日限りで全線廃止。
- 2月17日 - 真岡銃砲店襲撃事件[書籍 5][書籍 6]。
- 2月22日 - 成田空港問題：第一次代執行開始（ - 3月6日）[書籍 5][書籍 7][書籍 2][書籍 8][書籍 1]。
- 2月27日 - 文部省、小中学校学習指導要録の改定を通知[書籍 9]。

### 3月
- 3月1日
  - 大宅壮一文庫開館[書籍 2][書籍 1]。
  - 北丹鉄道がこの日限りで運行休止（1974年2月28日廃止）。
- 3月3日 - 海上自衛隊が米原潜を対象に初の日米合同訓練[書籍 10]。
- 3月4日 - 富士急行月江寺駅付近の踏切で列車とトラックが衝突し、ブレーキが故障した列車が暴走して暮地駅 - 三つ峠駅間のカーブで脱線転覆。17人死亡[書籍 10]。
- 3月5日
  - 大阪刑務所内で、印刷されている大阪大学および大阪市立大学の入試問題売買の事実が発覚[書籍 5][書籍 10][書籍 2][書籍 11][書籍 1]。
  - 佐藤造機、会社更生法を申請[書籍 1]。
- 3月6日 - 南海和歌山港線築港町駅 - 水軒駅間延伸開業。
- 3月7日 - 長野原線の長野原駅 - 大前駅間が延伸開業。同時に路線名が吾妻線に改称される。
- 3月11日 - 第一銀行と日本勧業銀行、対等合併を発表[書籍 8]。
- 3月13日 - 神戸市電がこの日限りで全線廃止。
- 3月20日 - 営団地下鉄千代田線の大手町駅 - 霞ケ関駅間が開業。
- 3月26日
  - 東京都内の多摩丘陵に建設された多摩ニュータウンの入居が始まる[書籍 5][書籍 12][書籍 11][書籍 1]。
  - 東京電力福島原子力発電所、運転開始[書籍 1]。
- 3月27日 - 第43回選抜高等学校野球大会が開幕。
- 3月29日 - 名古屋市営地下鉄名城線金山駅 - 名古屋港駅間開業。
- 3月31日
  - ハイジャック防止条約を承認[書籍 8]。
  - 別海村営軌道、大井川鉄道井川線井川駅 - 堂平駅間、南海和歌山軌道線、井笠鉄道本線がこの日限りで廃止。

### 4月
- 4月1日
  - 預金保険法公布[書籍 1]。
  - 男性用化粧品メーカーの丹頂がマンダムに社名変更。
  - 八戸市内の東北本線・八戸線の接続駅である尻内駅を八戸駅に改称。2月1日に八戸市中心部にある八戸線の八戸駅を本八戸駅に改称したのに続く措置。
  - 京王相模原線京王多摩川駅 - 京王よみうりランド駅間開業。
  - 泉北高速鉄道線開業。
- 4月2日 - フジテレビ系列で『ゴールデン洋画劇場』放映開始（初代解説者は前田武彦→1973年10月から高島忠夫）。
- 4月3日 - 毎日放送（当時はNETテレビ系）が特撮テレビドラマ『仮面ライダー』放映開始（『仮面ライダーシリーズ』スタート）。
- 4月6日 - 第43回選抜高等学校野球大会の決勝戦が阪神甲子園球場にて行われ、東京都の日大第三高校が大阪府の大鉄に2対0で勝利し、大会初優勝
- 4月7日 - 愛知県名古屋市で開催の世界卓球選手権に参加の中国代表が、アメリカ代表チームを中国に招待すると発表。10日アメリカチームが北京に到着（米中ピンポン外交）[書籍 13]。
- 4月11日
  - 第7回統一地方選挙[書籍 14]。大阪府知事選挙で社会党・共産党推薦の黒田了一が現職を破り当選。東京都知事選挙では現職の美濃部亮吉が再選[書籍 15][書籍 16][書籍 8][書籍 1]。
  - 福島交通飯坂東線がこの日限りで廃止。
- 4月15日 - 1969年5月1日以来休止となっていた留萠鉄道が正式に廃止。
- 4月16日
  - 昭和天皇・香淳皇后夫妻、広島県広島市に行幸啓（訪問）。広島平和記念公園敷地内の原爆死没者慰霊碑に初めて参拝[書籍 15][書籍 17][書籍 2][書籍 8][書籍 1]。
  - 群馬テレビ開局。
- 4月20日 - 営団千代田線の綾瀬駅 - 北千住駅間が開業、同時に国鉄常磐緩行線の我孫子駅までの相互直通運転を開始。
- 4月29日 - 新潟県高田市と直江津市が合併し上越市が発足。

### 5月
- 5月1日
  - 千葉テレビ放送開局。
  - シノブフーズ設立。
  - 藤田田がマクドナルドの日本法人である日本マクドナルドを創業。
  - 前年11月1日より休止されていた長野原線長野原駅 - 太子駅間が廃止。
- 5月12日 - クライスラーが三菱自動車工業に資本参加[書籍 15][書籍 18][書籍 16][書籍 8][書籍 1]。
- 5月14日
  - 大相撲第48代横綱・大鵬が引退表明[書籍 5][書籍 19][書籍 2][書籍 11][書籍 1]。一代年寄「大鵬」に。
  - 3月以降群馬県内で女性8人を強姦・殺害した大久保清が逮捕される[書籍 5][書籍 18][書籍 2][書籍 11][書籍 1]。
- 5月17日 - 前年に死去したジャーナリスト・大宅壮一の蔵書を公開した図書館「大宅壮一文庫」が開館。
- 5月20日 - 手形割引市場発足[書籍 20]。
- 5月25日 - 集英社が女性向けファッション雑誌「non-no」を創刊[書籍 21]。
- 5月27日 - 児童手当法公布[書籍 1]。
- 5月31日
  - 毎日新聞連載の横山隆一作「フクちゃん」が終了。
  - 自動車重量税法公布[書籍 20]。
  - 幌延町営軌道がこの日限りで廃止。

### 6月
- 6月1日
  - 本田技研工業が「ライフ」を発売。
  - 財形貯蓄制度新設[書籍 22][書籍 20]。
  - 立山黒部アルペンルート全線開業。
- 6月5日
  - 東京都新宿区に京王プラザホテルが開業（新宿副都心の超高層ビル第1号）[書籍 22][書籍 2][書籍 20]。
  - 熊本国税局、熊本県熊本市の“ネズミ講”第一相互経済研究所を脱税容疑で強制捜査[書籍 5][書籍 23][書籍 2][書籍 11][書籍 20]。
- 6月12日 - 東濃鉄道笠原線の旅客営業がこの日限りで休止。
- 6月17日
  - 明治公園爆弾事件。37人の機動隊員が重軽傷を負う。
  - 沖縄返還協定調印式[書籍 15][書籍 24][書籍 16][書籍 8]。
- 6月22日 - 化粧品メーカーのノエビアが株式会社として設立される。
- 6月27日 - 第9回参議院議員通常選挙投開票[書籍 15][書籍 25][書籍 16][書籍 8]。
- 6月30日
  - 富山地方裁判所、イタイイタイ病第一次訴訟にて原告勝訴の判決を下す[書籍 26][書籍 27][書籍 2][書籍 28]。
  - 九州縦貫自動車道（九州自動車道）植木IC - 熊本IC間が開通。三大都市圏を通らない初の高速自動車国道。

### 7月
- 7月1日
  - 公害対策本部を発展する形で日本に環境庁（後に環境省に昇格）発足[書籍 25][書籍 29][書籍 16][書籍 28]。
  - 国立公文書館開館[書籍 25][書籍 29][書籍 2]。
  - 東京証券取引所、東証ダウの発表を廃止。日本短波放送が引き継ぐ。現在の日経平均株価に続く。
  - 日本繊維産業連盟が対米輸出の自主規制を実施。沖縄返還との関連がとりざたされ、「糸を売って縄を買った」などともいわれた。詳細は日米繊維交渉#沖縄問題を。
- 7月3日 - 東亜国内航空（当時）のYS-11が函館の横津岳に激突、乗員、乗客68人全員死亡（ばんだい号墜落事故）[書籍 27][書籍 29][書籍 16][書籍 28][書籍 20]。
- 7月5日 - 佐藤栄作首相政権、第3次佐藤改造内閣発足[書籍 15][書籍 30][書籍 16][書籍 8][書籍 20]。
- 7月7日 - 大阪府大阪市で佐治敬三らにより関西公共広告機構（現在のACジャパン）が設立。
- 7月10日 - 北陸鉄道加南線（加南線・山代線）がこの日限りで全線廃止。
- 7月13日 - この日西宮球場で行われた阪急対ロッテにおいて、7回表のロッテの攻撃中、打者の江藤慎一に対する判定をめぐりロッテ側が抗議し試合続行を拒否、没収試合となる[書籍 30]。なお、日本プロ野球における没収試合はこれが最後となっている。
- 7月16日 - いすゞが米ゼネラル・モーターズと資本提携[書籍 15][書籍 30][書籍 16][書籍 8][書籍 20]。
- 7月17日
  - 阪神の江夏豊、日本プロ野球のオールスターゲームにて9連続奪三振（江夏のオールスター9連続奪三振）の記録樹立。
  - 今井通子がグランドジョラス北壁に登頂し、女性初のアルプス3大北壁制覇[書籍 16][書籍 28][書籍 20]。
- 7月20日 - マクドナルド日本第1号店「銀座店」、三越銀座店脇にオープン[書籍 31][書籍 2][書籍 20]。
- 7月23日 - 松江相銀米子支店強奪事件。
- 7月30日 - 航空自衛隊のF-86戦闘機と全日空のボーイング727型機が、岩手県雫石上空で空中衝突、旅客機の乗員、乗客162人全員死亡[書籍 29][書籍 32][書籍 2][書籍 28][書籍 20]。
- 7月31日 - 加賀市沖不審船事件。

### 8月
- 8月1日 - プリンスホテル設立。
- 8月2日
  - 第13回世界ジャンボリーが静岡県富士宮市の朝霧高原で開催された[書籍 20]。
  - 函館本線南美唄支線がこの日限りで旅客営業を廃止。
- 8月3日 - 民社党、春日一幸を委員長に選出[書籍 11]。
- 8月6日 - 佐藤栄作首相、現職の内閣総理大臣として初めて広島平和記念式典に出席[書籍 15][書籍 33][書籍 16][書籍 11][書籍 20]。
- 8月7日 - 第53回全国高等学校野球選手権大会が阪神甲子園球場で開幕。
- 8月15日
  - 小田稔らが、気球を用いて白鳥座X線星の位置を決定[書籍 34]。
- 8月16日
  - 日本時間のこの日にアメリカ合衆国大統領のリチャード・ニクソンが米ドルと金の交換を停止する宣言を出したことにより、東証の株が暴落し、ドル売りが殺到[書籍 15][書籍 35][書籍 16]。ドルショックと呼ばれる[書籍 11][書籍 20]。
  - 第53回全国高等学校野球選手権大会の決勝戦が阪神甲子園球場で行われ、神奈川・桐蔭学園高校が大会初出場で初優勝[書籍 36]。
  - 文部省が日本短波放送で放送大学の実験放送を開始[書籍 34]。
- 8月19日 - 唐津線岸嶽支線がこの日限りで廃止。
- 8月21日 - 東映の高橋善正が対西鉄戦でプロ野球史上12人目の完全試合を達成。
- 8月22日 - 兵庫県神戸市と明石市（市外局番078地域）の電話番号は9桁（市内局番2桁）と10桁（市内局番3桁。1968年2月1日の東灘電話局411局から使用開始）が混在していたが全て10桁（市内局番3桁）へ統一（ただし、北区（1973年7月まで兵庫区）のうち旧有馬郡・旧美嚢郡域の一部は1974年11月22日まで9桁以下地域が存在した）。
- 8月28日 - 円変動相場制移行[書籍 15][書籍 35][書籍 11][書籍 20]。
- 8月29日 - 国鉄只見線が只見駅 - 大白川駅間の開業をもって全通[書籍 35]。
- 8月31日 - 加越能鉄道伏木線および北陸鉄道金石線がこの日限りで廃止。

### 9月
- 9月1日
  - オープン懸賞広告規制施行（2006年廃止）[書籍 37][書籍 20]。
  - サンヨー食品が「サッポロ一番塩らーめん」を発売。
- 9月6日 - 森永製菓が「小枝」を発売。
- 9月13日 - 鈴木自動車工業が「フロンテクーペ」を発売。
- 9月16日 - 成田空港問題：第二次代執行が始まる。行政と地元住民・学生が激しい攻防を展開、警官3人が死亡（東峰十字路事件）[書籍 15][書籍 38][書籍 11][書籍 20]。
- 9月17日 - 東洋工業が「サバンナ」/「グランドファミリア」を発売（「グランドファミリア」は「ファミリア」の派生車）。
- 9月18日 - 日清食品が「カップヌードル」を発売[Web 1][書籍 2][書籍 39]。カップ麺の先駆けとなる。
- 9月21日 - 公明党の竹入義勝委員長が暴漢に刺され3か月の重傷[書籍 16][書籍 28]。
- 9月23日 - 巨人が後楽園球場の阪神戦に勝ち、セ・リーグ7連覇（V7）達成。
- 9月24日 - 廃棄物の処理及び清掃に関する法律を施行。
- 9月27日～10月11日 - 昭和天皇・香淳皇后夫妻、ヨーロッパ7カ国（ベルギー、イギリス、ドイツ、デンマーク、フランス、オランダ、スイス）を行幸啓（訪問）[書籍 15][書籍 40][書籍 16][書籍 11][書籍 39]。
- 9月28日
  - 美濃部都知事が「ゴミ戦争宣言」[書籍 29][書籍 40][書籍 2][書籍 28][書籍 20]。
  - 科学衛星しんせいを打ち上げ[書籍 29][書籍 41][書籍 28][書籍 42]。
- 9月29日 - 新潟地方裁判所、阿賀野川水銀中毒（新潟水俣病）訴訟で原告勝訴の判決を下す[書籍 29][書籍 28][書籍 39]。
- 9月下旬 - 三共電器が9月18日に日清食品から発売された「カップヌードル」のヒットに注目し、自動販売機を開発して販売を開始[書籍 43]。

### 10月
- 10月1日
  - 日本コカ・コーラが炭酸飲料「スプライト」を全国で発売開始。
  - 第一銀行と日本勧業銀行が合併し、第一勧業銀行発足[書籍 44][書籍 16]。
  - 花王石鹸が台所用洗剤「マジックリン」を発売。
- 10月3日
  - テレビ公開オーディション番組『スター誕生!』（日本テレビ）放映開始。
  - 東京都八王子市で日本初のノーカーデーを実施[書籍 29][書籍 41][書籍 2][書籍 28]。
- 10月4日 - ソニーがUマチックビデオカセットプレーヤー「VP-1000」を発売。
- 10月7日 - 富士重工業が「レオーネ」を発売。
- 10月10日 - NHK総合テレビが全放送のカラー化を開始[書籍 40][書籍 2][書籍 39]。
- 10月11日
  - 大相撲第51代横綱・玉の海が現役のまま急性冠不全のため死去（享年27）。翌月の九州場所から翌々年初場所直後に琴櫻が横綱昇進するまでの8場所は北の富士の“一人横綱”に。
  - 航空機の不正奪取防止に関する条約公布[書籍 39]。
- 10月14日 - 運輸省が東北新幹線・上越新幹線の建設を認可[書籍 45][書籍 16]。
- 10月16日
  - 第67回臨時国会（ - 12月27日）は日本政府とアメリカ政府間の沖縄返還協定批准をめぐる審議に費やされ「沖縄国会」と呼ばれた[書籍 15][書籍 45][書籍 11]。
  - 大分県国東半島の安岐町・武蔵町に新大分空港が開港（大分市内にあった旧大分空港からの移転）。
- 10月17日 - 日本シリーズは巨人が阪急を4勝1敗で下し日本シリーズ7連覇（V7）達成。
- 10月21日
  - アメリカ政府との沖縄協定基準に反対する第1波全国運動が日比谷公園で開催[書籍 45][書籍 39]。
  - 富士通と日立、電算機部門での提携覚書調印。同様に日本電気と東芝、沖電気と三菱電機も提携合意し3グループとなる[書籍 39]。
- 10月25日 - 三重県一志郡白山町（現・津市）の近鉄大阪線総谷トンネルで特急列車同士が正面衝突、死者25人を出す大惨事に[書籍 46][書籍 39]。

### 11月
- 11月
  - 東京都武蔵野市吉祥寺に、アーケード商店街「サンロード」開業。また11月10日には吉祥寺初の百貨店、伊勢丹吉祥寺店が開店（2010年3月14日閉店）。
  - 丹生潔らが新しい素粒子を発見[書籍 42]。
- 11月1日
  - 講談社が「テレビマガジン」を創刊。
  - 歌手の沢田研二がポリドールレコードより『君をのせて』でソロデビュー。
- 11月11日 - 神奈川県川崎市生田で科学技術庁が実施した崖崩れ再現実験が失敗。実験関係者と報道関係者計15人が死亡[書籍 29][書籍 47][書籍 28][書籍 39]。
- 11月14日
  - 東京都渋谷区において沖縄返還に反対する中核派による暴動事件が発生[書籍 48]。当時21歳の警察官が殉職した。
  - 日本建設公団、北海道福島町で青函トンネル起工式[書籍 39]。
  - 夕張鉄道栗山駅 - 夕張本町駅間がこの日限りで廃止（栗山駅 - 鹿ノ谷駅間は旅客営業のみ廃止）。
- 11月15日 - 平泉渉科学技術庁長官が11日に川崎市で発生した崖崩れ再現実験での事故により引責辞任。
- 11月19日 - アメリカ政府との沖縄協定基準に反対する第2波全国運動が日比谷公園で開催[書籍 29][書籍 48][書籍 39]。その運動に参加していた過激派の学生が投じた火炎瓶が松本楼を直撃・全焼する事件が発生[書籍 49][書籍 16][書籍 39]。
- 11月20日 - 日活ロマンポルノの第1作『団地妻 昼下りの情事』が公開[書籍 49][書籍 2][書籍 42]。
- 11月22日 - 三菱自動車工業が「ギャランクーペFTO」を発売。
- 11月24日 - 衆議院本会議で沖縄返還協定を承認[書籍 16]。
- 11月29日 - 新潟市の新潟港沖でリベリア船籍のタンカー「ジュリアナ」が座礁。船体が真っ二つになり重油が漏れ出す。

### 12月
- 12月 - 北九州市にロイヤルホスト1号店がオープン。
- 12月1日 - 日本専売公社が100'sボックスたばこ「ミスター・スリム」を発売。
- 12月10日 - サッポロビールが「ヱビスビール」を麦芽100%ビールとして再発売（28年ぶりに復活）。
- 12月12日 - 興亜観音・殉国七士之碑爆破事件起こる[書籍 50]。
- 12月16日 - 札幌市営地下鉄が開業（南北線北24条駅 - 真駒内駅間）。営業用として日本初の案内軌条式鉄道[書籍 50][書籍 39]。開業に際し、日本で初めて近代的な自動改札機を全面導入した[注 1]。
- 12月18日 - 10ヶ国蔵相会議、通貨の多国間調整で合意（スミソニアン体制発足）。金1オンス=38ドルを決定[書籍 16]。
- 12月19日 - 10か国蔵相会議で1ドル=308円に変更。20日から実施。「スミソニアンレート」と呼ばれる[書籍 16][書籍 11][書籍 39]。
- 12月21日 - 首都高速3号渋谷線渋谷 - 東名東京ICが開通し、首都高速道路と東名高速道路が接続[書籍 51]。同時に首都高速3号渋谷線と東名高速道路が全線開通。
- 12月23日
  - 大映が倒産[書籍 2][書籍 42]。
  - 吉展ちゃん誘拐殺人事件の犯人小原保の死刑が執行される。
- 12月25日 - 世知原線・臼ノ浦線がこの日限りで廃止。
- 12月30日 - 自民党、衆議院で沖縄復帰関連4法案を単独可決[書籍 16][書籍 11][書籍 39]。

## 文化と芸術

### 流行
- ラジオの深夜放送が人気となる。
- ボウリングがブームに、テレビ中継も増加[書籍 2][書籍 39]。
- スマイリーフェイスが流行。
- アメリカンクラッカーが流行[書籍 52]。

#### 流行語
- 脱サラ[書籍 2][書籍 39]
- ニアミス[書籍 2][書籍 53]
- アンノン族[書籍 52][書籍 39]
- シラケ[書籍 2][書籍 53]
- ヘンシーン[書籍 2][書籍 53][書籍 54][書籍 39]
- 新三人娘[書籍 53]

#### ファッション
- Tシャツ、ジーパン、ホットパンツが流行[書籍 2][書籍 39]。
- 男性に長髪が流行[書籍 52]。
- 前年の「anan」に続いて「non-no」が創刊。

### 建築
竣工
- 6月5日 - 東京都新宿区西新宿に地下3階、地上47階の京王プラザホテル本館がオープン。

解体

### 出版

#### 文学
- 芥川賞
  - 第65回（1971年上半期） - 該当作品なし
  - 第66回（1971年下半期） - 李恢成 『砧をうつ女』、東峰夫 『オキナワの少年』
- 直木賞
  - 第65回（1971年上半期） - 該当作品なし
  - 第66回（1971年下半期） - 該当作品なし
- 江戸川乱歩賞
  - 第17回 - 受賞作なし
- ベストセラー、話題作など。数字はベストセラーランキング[書籍 53][Web 2]。

1. イザヤ・ベンダサン『日本人とユダヤ人』
2. 高野悦子『二十歳の原点』
3. エリック・シーガル『ラブ・ストーリィ』
4. 北山修『戦争を知らない子供たち』
5. 塩月弥栄子『冠婚葬祭入門』
6. 塩月弥栄子『続・冠婚葬祭入門』
7. 北山修『さすらいびとの子守唄』
8. 御木徳近『青春の道』
9. 曾野綾子『誰のために愛するか』
10. 柴田翔『立ち盡す明日』
  - 大岡昇平『レイテ戦記』
  - 大原富枝『婉という女』
  - 福永武彦『死の島』

#### 漫画
- 漫画賞
  - 第17回小学館漫画賞
    - 永島慎二『花いちもんめ』ほか
    - 吉田竜夫『みなしごハッチ』

#### 雑誌
- 『微笑』創刊[書籍 39]。
- 『non-no』創刊[書籍 39]。
- 『週刊FM』創刊[書籍 39]。
- 11月 - 『テレビマガジン』創刊。
- 12月 - 『月刊COM』一時、休刊。

### 音楽
- アイドル歌手全盛時代の先駆けとして、新三人娘（小柳ルミ子、南沙織、天地真理）が揃ってデビュー。
- ザ・タイガース解散。沢田研二がソロ歌手に転向。
- 水木一郎がアニメ『原始少年リュウ』の主題歌を歌う。アニメソング歌手として再デビュー。
- ピンク・フロイド、レッド・ツェッペリン、エルトン・ジョンと大物海外アーティスト来日が続いた。
- スター誕生が放送開始、最初のスカウトは森昌子。のちに桜田淳子、山口百恵もこの番組経由でデビューし、花の中三トリオと呼ばれる。

#### 第13回日本レコード大賞
- 大賞
  - 尾崎紀世彦「また逢う日まで」
- 同・最優秀歌唱賞
  - 森進一「おふくろさん」
- 同・最優秀新人賞
  - 小柳ルミ子「わたしの城下町」

#### ヒット曲、話題曲など
（数字はヒット曲ランキング10位まで）
1. 小柳ルミ子「わたしの城下町」
2. 加藤登紀子「知床旅情」
3. 尾崎紀世彦「また逢う日まで」
4. 鶴田浩二「傷だらけの人生」
5. ヘドバとダビデ「ナオミの夢」
6. 五木ひろし「よこはま・たそがれ」
7. はしだのりひことクライマックス「花嫁」
8. 湯原昌幸「雨のバラード」
9. 森進一「望郷」
10. 堺正章「さらば恋人」

- - 吉田拓郎「今日までそして明日から」
  - 尾崎紀世彦「さよならをもう一度」
  - 小柳ルミ子「お祭りの夜」
  - 加藤和彦と北山修「あの素晴しい愛をもう一度」
  - 堺正章「涙から明日へ」
  - 南沙織「17才」「潮風のメロディ」
  - 欧陽菲菲「雨の御堂筋」「雨のエアポート」
  - 鶴田浩二「男」
  - 五木ひろし「長崎から船に乗って」
  - 加藤登紀子「琵琶湖周航の歌」
  - 森進一「おふくろさん」
  - いしだあゆみ「砂漠のような東京で」「おもいでの長崎」
  - 渚ゆう子「京都慕情」「さいはて慕情」「雨の日のブルース」
  - 平山三紀「真夏の出来事」
  - はしだのりひことクライマックス「ふたりだけの旅」
  - 上條恒彦と六文銭「出発の歌」
  - 井上順之「昨日・今日・明日」「お世話になりました」
  - あおい輝彦「二人の世界」
  - ジローズ「戦争を知らない子供たち」
  - 南有二とフルセイルズ「おんな占い」
  - 朝丘雪路「雨がやんだら」
  - 石川セリ「八月の濡れた砂」
  - シモンズ「恋人もいないのに」
  - 美川憲一「おんなの朝」
  - チェリッシュ「なのにあなたは京都へゆくの」
  - 白川奈美「遠くはなれて子守唄」
  - にしきのあきら「空に太陽がある限り」
  - 仲雅美「ポーリュシカ・ポーレ」
  - 天地真理「水色の恋」
  - 野口五郎「青いリンゴ」
  - 小林旭「ついて来るかい」
  - 和田アキ子「天使になれない」
  - 布施明「愛の終りに」「冬の停車場」
  - 西田佐知子「女の意地」
  - 北原ミレイ「ざんげの値打ちもない」
  - ダーク・ダックス「花のメルヘン」
  - 大木英夫・二宮善子「あなたまかせの夜だから」

#### クラシック
- 第14回大阪国際フェスティバル（ロンドン交響楽団など）[書籍 9]
- パリ音楽週間に武満徹、小澤征爾、ツトム・ヤマシタ、読響が参加[書籍 34]

### 美術
- 第1回山種美術館賞展[書籍 9]
- バウハウス展[書籍 9]
- 第1回日本陶芸展[書籍 9]
- 第2回現代国際彫刻展[書籍 34]

### 演劇
- 新劇界で、シェークスピアのブームが続く[書籍 42]。
- プーク人形劇場が開場[書籍 42]。
- 第6回紀伊國屋演劇賞
  - 団体賞
    - 劇団青年座

  - 個人賞
    - 矢代静一・早野寿郎・名古屋章・伊藤牧子・栗原小巻・松江陽一
- 第16回岸田國士戯曲賞
  - 佐藤信 『鼠小僧次郎吉』

歌舞伎
宝塚歌劇団

### 映画

#### 日本映画
（数字は配給収入ランキングの順位10位まで）
1. 男はつらいよ 寅次郎恋歌
2. 公式長編記録映画　日本万国博
3. 戦争と人間 第二部・愛と悲しみの山河
4. 激動の昭和史　沖縄決戦
5. 新網走番外地　吹雪の大脱走
6. 新網走番外地　嵐呼ぶ知床岬
7. 昭和残侠伝　吼えろ唐獅子
8. 不良番長　突撃一番
9. ゴジラ対ヘドラ
10. 日本やくざ伝　総長への道

- - 儀式
  - 沈黙 SILENCE
  - 婉という女
  - いのちぼうにふろう
  - 真剣勝負
  - やさしいにっぽん人
  - 書を捨てよ町へ出よう
  - 八月の濡れた砂
  - ガメラ対深海怪獣ジグラ
  - 団地妻 昼下りの情事
  - 水俣-患者さんとその世界[書籍 42]

#### 外国映画
（数字は配給収入ランキングの順位）
1. ある愛の詩
2. エルビス・オン・ステージ
3. 栄光のル・マン
4. チャイコフスキー物語
5. 小さな恋のメロディ
6. トラ・トラ・トラ!
7. 狼の挽歌
8. アラビアのロレンス

- - ベニスに死す[書籍 42]
  - ライアンの娘[書籍 42]
  - 小さな巨人[書籍 42]
  - わが青春のフロレンス[書籍 42]
  - バニシング・ポイント
  - 屋根の上のバイオリン弾き
  - 哀しみのトリスターナ
  - ファイブ・イージー・ピーセス
  - 告白
  - ボクサー
  - 新・猿の惑星
  - 007 ダイヤモンドは永遠に
  - 時計じかけのオレンジ

### テレビ

#### ドラマ
- NHK大河ドラマ「春の坂道」
- NHK朝の連続テレビ小説「繭子ひとり」
- 天下御免（NHK）
- 仮面ライダー（毎日放送系）
- 帰ってきたウルトラマン（TBS系）
- 刑事くん 第1部（TBS系）
- 宇宙猿人ゴリ→宇宙猿人ゴリ対スペクトルマン（フジテレビ系）
- シルバー仮面（TBS系）
- ミラーマン（フジテレビ系）
- おれは男だ!（日本テレビ系）
- 気になる嫁さん（日本テレビ系）
- 美しきチャレンジャー（TBS系）
- ガッツジュン（TBS系）
- なんたって18歳!（TBS系）
- コートにかける青春（フジテレビ系）
- ワン・ツウ・アタック!→レッツ・ゴー・ミュンヘン!（東京12チャンネル）
- 人形佐七捕物帳（NET系）
- 2丁目3番地（日本テレビ系）
- 浮世絵 女ねずみ小僧（フジテレビ系）
- つくし誰の子（日本テレビ系）

#### バラエティなど諸分野
- TVジョッキー（日本テレビ系）
- 新婚さんいらっしゃい!（朝日放送系）
- スター誕生!（日本テレビ系）
- ごちそうさま（日本テレビ系）
- モーニングジャンボ（TBS系）
- 野生の王国（NET系）
- ゆく年くる年 (民間放送テレビ)　この年からオール民放による放送となった。

#### 開局
- 4月16日 - 群馬テレビ（GTV）
- 5月1日 - 千葉テレビ放送（CTC、チバテレ）

#### コマーシャル
| キャッチフレーズなど       | 商品名など                          | メーカー       | 出演者                 | 音楽               |
| -------------------------- | ----------------------------------- | -------------- | ---------------------- | ------------------ |
| う〜ん、マンダム           | マンダム                            | マンダム       | チャールズ・ブロンソン | ジェリー・ウォレス |
| ♪ガンバラナクッチャ        | 新グロモント                        | 中外製薬       | -                      | はやし・こば       |
| 飲んでもらいます           | アサヒビール                        | アサヒビール   | 高倉健                 | -                  |
| ♪ジャ〜ニ〜                | コニカ・ジャーニー                  | 小西六写真工業 | 井上順                 | -                  |
| いもがらぼくと             | ハイミー                            | 味の素         | -                      | 宮崎県民謡         |
| ♪ふり向かないで〜○○の人〜  | エメロンクリーム シャンプー・リンス | ライオン油脂   | -                      | ハニー・ナイツ     |
| ♪のんびりゆこうよ          | -                                   | モービル石油   | 鈴木ヒロミツ他         | マイク眞木         |
| この際カアちゃんと別れよう | ボンシチュー                        | 大塚食品       | 植木等                 | -                  |

### アニメ
アニメーション映画
テレビアニメ
- 1月1日 - 「カバトット」放映開始
- 1月3日 - 「アンデルセン物語」放映開始
- 2月15日 - 「珍豪ムチャ兵衛」放映開始
- 4月3日 - 「アニメンタリー 決断」放映開始
- 4月8日 - 「さすらいの太陽」放映開始
- 9月1日 - 「新オバケのQ太郎」放映開始
- 9月25日 - 「天才バカボン」放映開始[Web 2]
- 10月1日 - 「キリン世界ものしり旅行」放映開始
- 10月3日 - 「ふしぎなメルモ」放映開始
- 10月4日 - 「さるとびエッちゃん」放映開始
- 10月6日 - 「アパッチ野球軍」、「国松さまのお通りだい」放映開始[Web 2]
- 10月7日 - 「ゲゲゲの鬼太郎」、「スカイヤーズ5」放映開始
- 10月24日 - 「ルパン三世」放映開始[Web 2]
- 10月30日 - 「原始少年リュウ」放映開始

### ゲーム

#### ボードゲーム
囲碁
- 26期本因坊
  - 石田芳夫

将棋
- 30期名人
  - 大山康晴

## スポーツ
- 第4回日本プロスポーツ大賞
  - 大賞
    - 長嶋茂雄（プロ野球）

  - 殊勲賞
    - 尾崎将司（男子プロゴルフ）
    - 大場政夫（プロボクシング）
    - 長池徳二（プロ野球）

### 総合競技大会
- 第26回国民体育大会 (黒潮国体)

### 各競技

#### 野球
- プロ野球
  - セ・リーグ優勝 読売ジャイアンツ
  - パ・リーグ優勝 阪急ブレーブス
  - 日本シリーズ優勝 読売ジャイアンツ（4勝1敗）
- 高校野球
  - 第43回選抜高等学校野球大会（春）- 優勝 日大三（東京都）
  - 第53回全国高等学校野球選手権大会（夏）- 優勝 桐蔭学園（神奈川県）

#### 相撲
- 大相撲（幕内最高優勝）
  - 初場所 大鵬幸喜
  - 春場所 玉の海正洋
  - 夏場所 北の富士勝昭
  - 名古屋場所 玉の海正洋
  - 秋場所 北の富士勝昭
  - 九州場所 北の富士勝昭

#### サッカー
- 第51回天皇杯
  - 優勝 三菱重工
  - 準優勝 ヤンマー

#### 駅伝
- 第47回箱根駅伝
  - 優勝 日本体育大学

#### 格闘技
- プロレス

#### ゴルフ
- 賞金女王
  - 樋口久子（229万円）

#### 競馬
- 第38回東京優駿（いわゆる日本ダービー）
  - ヒカルイマイ
- 第16回有馬記念
  - トウメイ

## 誕生

### 1月
- 1月1日 - 草場道輝、漫画家
- 1月1日 - 川口正、プロ野球選手
- 1月2日 - 竹野内豊、俳優
- 1月2日 - 深田拓士、漫画家
- 1月2日 - 吉村ミキ、モデル、女優
- 1月2日 - ボルケーノ太田、声優
- 1月3日 - 若隼人幸治、元大相撲力士
- 1月3日 - 平山佐知子、参議院議員
- 1月3日 - BUNZIN、インターネットコメディアン
- 1月4日 - 柿崎順一、芸術家、フラワーアーティスト
- 1月4日 - 山部太、元プロ野球選手
- 1月4日 - 佐藤裕幸、元プロ野球選手
- 1月5日 - 髙田万由子、タレント、女優
- 1月5日 - 服部幸男、競艇選手
- 1月6日 - 真中満、元プロ野球選手
- 1月6日 - 松野ちか、元たいそうのおねえさん
- 1月6日 - 岡本倫、漫画家
- 1月8日 - 川崎憲次郎、元プロ野球選手
- 1月11日 - 井手コウジ、作詞家、作曲家、歌手
- 1月12日 - 芳野美樹、声優
- 1月17日 - 工藤夕貴、女優
- 1月19日 - 丸川珠代、参議院議員、元アナウンサー
- 1月20日 - 花田虎上、大相撲第66代横綱3代目若乃花
- 1月20日 - 亀井善太郎、政治家
- 1月20日 - 小久保浩樹、プロ野球選手
- 1月21日 - 桂三ノ助、落語家
- 1月23日 - 川村カオリ、歌手（+2009年）
- 1月23日 - 太田暁、プロ野球選手
- 1月24日 - 南佳也、AV男優
- 1月27日 - 巴富士俊英、元大相撲、小結
- 1月27日 - 古沢淳、元プロ野球選手
- 1月28日 - 太一、映画監督
- 1月31日 - 眞中靖夫、元サッカー選手

### 2月
- 2月1日 - 島田奈央子、歌手・タレント
- 2月2日 - 豊田清、元プロ野球選手
- 2月3日 - 有田哲平、お笑いタレント（くりぃむしちゅー）
- 2月4日 - 河野啓三、キーボーディスト（T-SQUARE）
- 2月9日 - 今関勝、元プロ野球選手
- 2月9日 - なすじん、ミュージシャン
- 2月10日 - 高村良嘉、元プロ野球選手
- 2月10日 - 中島ひろ子、女優
- 2月14日 - 酒井法子、女優・歌手
- 2月14日 - 平子理沙、ファッションモデル
- 2月14日 - 安斎かなえ、漫画家
- 2月18日 - 若藤親方、元幕内皇司
- 2月22日 - 小桜エツコ、声優
- 2月25日 - 田中勝春、騎手
- 2月25日 - 玉木重雄、元プロ野球選手
- 2月25日 - 高橋憲幸、元プロ野球選手
- 2月26日 - 長嶺尚子、女優
- 2月26日 - 原田政彦、元プロ野球選手
- 2月28日 - 玉川美沙、ラジオパーソナリティ、ナレーター
- 2月28日 - 仲野順也、作曲家
- 2月28日 - 福田典之、ミュージシャン

### 3月
- 3月2日 - 三上弥、アナウンサー
- 3月4日 - 本山哲、レーサー
- 3月5日 - 原西孝幸、お笑い芸人（FUJIWARA）
- 3月6日 - 藤田まぐろ、漫画家
- 3月6日 - 久松史奈、シンガーソングライター
- 3月6日 - 今中慎二、元プロ野球選手
- 3月10日 - 藤崎竜、漫画家
- 3月10日 - つぶやきシロー、漫談家
- 3月10日 - ティンバランド、音楽プロデューサー・ラッパー
- 3月10日 - 博多大吉、お笑い芸人（博多華丸・大吉）
- 3月10日 - 桐山明佳、プロ野球選手
- 3月11日 - 角澤照治、テレビ朝日アナウンサー
- 3月12日 - ユースケ・サンタマリア、俳優・タレント
- 3月13日 - 西野努、元サッカー選手
- 3月14日 - 鈴木美穂 (モデル)、女優、モデル
- 3月15日 - 純名りさ、女優
- 3月15日 - 高橋範夫、プロサッカー選手
- 3月16日 - 木村多江、女優
- 3月17日 - 郷田真隆、将棋棋士
- 3月20日 - 太田真一郎、声優
- 3月21日 - 山王丸和恵、日本テレビ社員（元アナウンサー）
- 3月24日 - 羽鳥慎一、フリーアナウンサー、元日本テレビアナウンサー
- 3月25日 - 登坂栄児、プロレス関係者（大日本プロレス統括部長）
- 3月26日 - 安野モヨコ、漫画家
- 3月26日 - 嵐立磨、元大相撲力士
- 3月26日 - 太田勝正、プロ野球選手
- 3月27日 - 武哲山剛、元大相撲力士（+2013年）
- 3月28日 - 長尾大、作曲家
- 3月28日 - 大北浩士、フリーライター・写真家・神社仏閣愛好家・ミリタリー愛好家
- 3月28日 - 島津亜矢、演歌歌手
- 3月29日 - 西島秀俊、俳優
- 3月29日 - 石川静、声優
- 3月29日 - 青山正克、元野球選手
- 3月30日 - 高橋健一、元お笑いタレント（キングオブコメディ）
- 3月31日 - 筒井道隆、俳優

### 4月
- 4月1日 - 伊藤智恵理、歌手・女優
- 4月2日 - カンニング竹山、お笑いタレント ※戸籍上の誕生日。実際の誕生日は3月30日
- 4月2日 - 後藤みほ子、フリーアナウンサー
- 4月2日 - ZEEBRA、ヒップホップMC
- 4月2日 - 長谷川誠、プロバスケットボール選手
- 4月3日 - 鹿野浩司、プロ野球選手
- 4月4日 - 芝﨑和広、元プロ野球選手
- 4月5日 - 川原亜矢子、ファッションモデル・女優
- 4月5日 - 西川史子、美容形成外科医・タレント
- 4月5日 - 伊藤たかみ、作家
- 4月5日 - 岡本龍二、プロ野球選手
- 4月7日 - 中川秀樹（ヒデ）、お笑いタレント（ペナルティ）
- 4月7日 - 斎藤誠、調教師
- 4月7日 - 長久保智子、フリーアナウンサー
- 4月8日 - 大賀好修、ミュージシャン、作曲家、編曲家（OOM・Sensation）
- 4月9日 - 伊藤美紀、女優
- 4月9日 - 古里泰隆、元プロ野球選手
- 4月9日 - FROGMAN、アニメーション監督、声優等
- 4月11日 - 香田誉士史、高校野球指導者
- 4月12日 - 加藤貴子、元バスケットボール選手
- 4月13日 - つみきみほ、女優
- 4月14日 - 竹山真由美（現竹山まゆみ）、フリーアナウンサー
- 4月15日 - 清原幸治、元野球選手
- 4月17日 - 新井祥、漫画家
- 4月17日 - 浅野智治、プロ野球選手
- 4月18日 - 小川淳也、衆議院議員
- 4月19日 - 井出竜也、元プロ野球選手
- 4月19日 - 古池拓一、元プロ野球選手
- 4月20日 - 山田和幸、元プロ野球選手
- 4月20日 - 鈴木孝志、調教師
- 4月23日 - 佐藤剛、元プロ野球選手
- 4月23日 - 山口晋、元プロ野球選手
- 4月23日 - 脇坂浩二、元プロ野球選手
- 4月23日 - 長谷部茂利、元サッカー選手
- 4月24日 - 桐山徹也、小説家
- 4月24日 - 史城みき、女優
- 4月24日 - 田中広子、女優
- 4月24日 - 松井薫、スポーツトレーナー
- 4月24日 - 村上てつや、ミュージシャン（ゴスペラーズ）
- 4月26日 - 田中直樹、お笑いタレント（ココリコ）
- 4月28日 - 佐伯秀喜、元プロ野球選手
- 4月29日 - 春名和昭、お笑いタレント
- 4月30日 - 北原泰二、元プロ野球選手

### 5月
- 5月1日 - 藤本俊彦、元プロ野球選手
- 5月3日 - 吉鶴憲治、元プロ野球選手
- 5月3日 - 河野亮、元プロ野球選手
- 5月4日 - 後藤利幸、元プロ野球選手
- 5月6日 - 木本武宏、お笑いタレント（TKO）
- 5月6日 - スネオヘアー、ミュージシャン
- 5月8日 - 吉田涙子、文化放送アナウンサー
- 5月9日 - 東浩紀、思想家・文芸評論家
- 5月9日 - 杉本尚文、元プロ野球選手
- 5月10日 - 諏訪貴子、実業家
- 5月11日 - 岩本勉、元プロ野球選手・現解説者
- 5月12日 - 大久保佳代子、お笑いタレント（オアシズ）
- 5月12日 - 永澤菜教、声優
- 5月14日 - 柏田貴史、元プロ野球選手
- 5月20日 - GISHO、ミュージシャン（PENICILLIN）
- 5月20日 - 光浦靖子、お笑いタレント（オアシズ）
- 5月20日 - 大越基、元プロ野球選手
- 5月21日 - 浦川泰幸、朝日放送アナウンサー
- 5月21日 - 米良美一、カウンターテナー歌手
- 5月22日 - 池谷のぶえ、女優
- 5月22日 - 田頭欣士、元野球選手
- 5月24日 - 仲西匡、作曲家・音楽プロデューサー
- 5月24日 - 三日月大造、政治家
- 5月25日 - 広沢好輝、元プロ野球選手
- 5月25日 - 竹内昌也、元プロ野球選手
- 5月25日 - 伊坂幸太郎、小説家
- 5月26日 - 木佐彩子、元フジテレビアナウンサー
- 5月26日 - TAKURO、ミュージシャン（GLAY）
- 5月27日 - 堀内敬子、女優
- 5月27日 - 本田理沙、歌手、アイドル
- 5月28日 - 川口亘太、プロ野球審判員
- 5月28日 - 大谷三穂、海上自衛官
- 5月30日- 南勝久、漫画家
- 5月30日 - 松元繁、元プロ野球選手
- 5月31日 - 冨永浩子、タレント、元おニャン子クラブB組

### 6月
- 6月2日 - 服部桂吾、俳優
- 6月5日 - 小松みゆき、女優
- 6月5日 - 中嶋朋子、女優
- 6月6日 - 土肥ポン太、お笑いタレント
- 6月6日 -風花舞、女優
- 6月6日 - 両國宏、俳優、元力士
- 6月8日 - TERU、ミュージシャン（GLAY）
- 6月10日 - 中村忠、元サッカー選手
- 6月10日 - 登坂淳一、NHKアナウンサー
- 6月11日 - 津田健次郎、声優、俳優
- 6月14日 - 中島忠幸、お笑いタレント（カンニング）（+2006年）
- 6月14日 - 前田健、ものまねタレント（+2016年）
- 6月14日 - 前田智徳、プロ野球選手
- 6月15日 - 林博康、プロ野球選手
- 6月16日 - 高野直子、声優
- 6月18日 - 仁平馨、元プロ野球選手
- 6月18日 - 篠田善之、元サッカー選手、アビスパ福岡監督
- 6月19日 - DAITA、ギタリスト（元SIAM SHADE）
- 6月20日 - 田吹昭博、プロ野球選手
- 6月22日 - 藤立次郎、元プロ野球選手
- 6月22日 - 村田正幸、プロ野球選手
- 6月23日 - 前田勝宏、元プロ野球選手
- 6月24日 - 野口寿浩、元プロ野球選手
- 6月26日 - 仲村知夏、元歌手
- 6月26日 - 青野慶久、実業家
- 6月27日 - 越智静香、女優
- 6月28日 - 藤原紀香、女優
- 6月28日 - 湖月わたる、元宝塚歌劇団星組男役トップスター
- 6月29日 - 野田順子、声優
- 6月29日 - 原正俊、プロ野球選手
- 6月30日 - 山本浩一、山形放送アナウンサー

### 7月
- 7月1日 - 鳥越裕介、元プロ野球選手、千葉ロッテマリーンズ二軍監督
- 7月2日 - 糸永直美、広島テレビ放送アナウンサー
- 7月2日 - 大西崇之、元プロ野球選手
- 7月2日 - 高橋功一、元プロ野球選手
- 7月3日 - 押尾健一、元プロ野球選手
- 7月4日 - 長岡杏子、TBSアナウンサー
- 7月4日 - 中原果南、女優
- 7月6日 - 三野勝大、元プロ野球選手
- 7月8日 - 中立親方、元小結小城錦
- 7月8日 - 野々垣武志、元プロ野球選手
- 7月10日 - 竹下慎太郎、元プロ野球選手
- 7月11日 - 長尾香里、NHK国際部記者
- 7月11日 - 古川栄司、忍者
- 7月13日 - 遠藤章造、お笑いタレント（ココリコ）
- 7月13日 - 渡辺秀一、元プロ野球選手
- 7月17日 - 田中律子、タレント
- 7月17日 - 山田喜久夫、元プロ野球選手
- 7月18日 - 種田仁、元プロ野球選手
- 7月18日 - 水谷麻里、元アイドル
- 7月19日 - 相馬直樹、元サッカー選手
- 7月20日 - 佐々木明義、元プロ野球選手
- 7月20日 - 江井康胤、野球選手
- 7月22日 - 加藤義久、岐阜放送アナウンサー
- 7月23日 - 倉田真由美、漫画家
- 7月23日 - 溝口紀子、バルセロナオリンピック柔道女子52キロ級銀メダリスト
- 7月23日 - 郎永淳、元ニュースキャスター、作家
- 7月24日 - 坂本昌行、タレント（20th Century、元V6）
- 7月24日 - 中村哲治、政治家
- 7月25日 - 椎木匠、元プロ野球選手
- 7月25日 - 井上一樹、元プロ野球選手、中日ドラゴンズ一軍打撃コーチ
- 7月26日 - 桜庭一樹、小説家
- 7月26日 - 平江巌、プロ野球選手
- 7月28日 - 戸本誠、素粒子物理学者
- 7月29日 - 村田渚、お笑いタレント（フォークダンスDE成子坂、鼻エンジン）（+2006年）
- 7月29日 - 吉岡雄二、元プロ野球選手
- 7月29日 - 麦倉洋一、元プロ野球選手
- 7月29日 - 高山征輝、ミュージシャン ZYYGのボーカリスト
- 7月30日 - 中井伸之、元プロ野球選手
- 7月30日 - 長谷川雅紀、お笑い芸人（錦鯉）

### 8月
- 8月2日 - 柳家花緑、落語家
- 8月2日 - 濱田めぐみ、ミュージカル女優
- 8月2日 - 柳沢裕一、元プロ野球選手
- 8月3日 - 田坂和昭、元サッカー選手
- 8月3日 - 古田悟、バスケットボール選手
- 8月3日 - 町亞聖、フリーアナウンサー、元日本テレビ社員
- 8月4日 - 檀れい、女優
- 8月4日 - 髙山健一、元プロ野球選手
- 8月5日 - 今井裕、天文学者
- 8月6日 - 丸岡いずみ、日本テレビ報道局ニュースキャスター、報道記者
- 8月6日 - 吉川由里、スノーボード選手
- 8月6日 - 星田英利、タレント（元チュパチャップス）（元ほっしゃん。）
- 8月6日 - 森下まひろ、女優
- 8月8日 - 河合美果、グラビアアイドル
- 8月10日 - KOHEI JAPAN、ヒップホップMC（MELLOW YELLOW）
- 8月10日 - 河原隆一、元プロ野球選手
- 8月12日 - 西島貴之、本プロ野球選手
- 8月12日 - 松岡充、歌手（SOPHIA）
- 8月13日 - 野島正弘、元野球選手
- 8月13日 - 奥山泰全、実業家、相場師
- 8月13日 - 安部友恵、陸上競技選手
- 8月16日 - 小木博明、お笑い芸人（おぎやはぎ）
- 8月16日 - 川村ティナ、タレント
- 8月19日 - 酒井由紀子、ピアニスト
- 8月21日 - 萩原聖人、俳優
- 8月21日 - 平沼孝啓、建築家
- 8月21日 - 中川素州、俳優
- 8月21日 - 細野豪志、政治家
- 8月22日 - アントニオ小猪木、お笑いタレント（西口プロレス）
- 8月25日 - 石井貴、元プロ野球選手
- 8月26日 - 中島知子、タレント
- 8月27日 - 小原義之、騎手
- 8月28日 - 仁藤優子、女優
- 8月28日 - 宮地克彦、元プロ野球選手
- 8月30日 - 山田潤、元プロ野球選手
- 8月30日 -  河下水希、漫画家
- 8月30日 - 服部浩紀、元サッカー選手
- 8月31日 - 青木宣篤、オートバイレーサー

### 9月
- 9月1日 - 弘田佳孝、作曲家
- 9月1日 - 吉田みどり、元北海道テレビ放送アナウンサー
- 9月1日 - 本田英志、プロ野球審判員
- 9月2日 - 細川ふみえ、タレント、女優
- 9月4日 - 愛田るか、AV女優
- 9月6日 - 岡本依子、テコンドー選手
- 9月6日 - 宮内美澄、元プロテニスプレイヤー
- 9月7日 - 岡崎朋美、長野オリンピックスピードスケート女子500m銅メダリスト
- 9月7日 - 冠徹弥、歌手
- 9月7日 - ダイナマイト四国、格闘家・覆面レスラー
- 9月9日 - TAKUYA、ミュージシャン、現ROBOTS・元JUDY&MARYギター
- 9月10日 - 櫻井智、声優（+ 2025年）
- 9月10日 - 進藤晶子、元TBSアナウンサー
- 9月11日 - 矢作兼、お笑いタレント（おぎやはぎ）
- 9月11日 - 森山大輔、漫画家
- 9月12日 - 佐藤祐造、お笑いタレント
- 9月16日 - 大野和哉、プロ野球選手
- 9月17日 - 田之上慶三郎、元プロ野球選手
- 9月19日 - かずはじめ、漫画家
- 9月20日 - 有田洋之、声優
- 9月22日 - 徳永暁人、ベーシスト（doa）
- 9月22日 - 酒井弘樹、元プロ野球選手
- 9月23日 - 西村修、プロレスラー・文京区議会議員
- 9月23日 - 出口雄大、元プロ野球選手
- 9月23日 - 松本亜璃沙、インフルエンサー、元AV女優
- 9月25日 - 佐伯美香、ビーチバレー選手
- 9月25日 - リサ・ステッグマイヤー、女優
- 9月27日 - 彩月、シンガーソングライター
- 9月27日 - 小野寺在二郎、プロ野球選手
- 9月28日 - 矢島学、アナウンサー
- 9月29日 - 小縣裕介、アナウンサー
- 9月29日 - 森昭一郎、フジテレビアナウンサー
- 9月30日 - 前間卓、元プロ野球選手

### 10月
- 10月2日 - 伊藤由希子、フリーアナウンサー
- 10月2日 - 桑原裕義、サッカー選手
- 10月2日 - 原田武男、元サッカー選手
- 10月4日 - 千聖、ミュージシャン（PENICILLIN）
- 10月4日 - 仁志敏久、元プロ野球選手
- 10月4日 - 藤田俊哉、元プロサッカー選手（元日本代表）、サッカー指導者
- 10月6日 - 西邑理香、元アイドル歌手
- 10月6日 - 東谷義和、元実業家、元政治家
- 10月8日 - 小久保裕紀、元プロ野球選手
- 10月12日 - 岡﨑克哉、ミュージカル俳優
- 10月13日 - 吉本多香美、女優
- 10月13日 - 上田好剛、プロ野球選手
- 10月14日 - 杉浦美雪、タレント、元おニャン子クラブ
- 10月14日 - 知野公昭、元プロ野球選手
- 10月15日 - NATCHIN、ベーシスト（元SIAM SHADE）
- 10月16日 - 岡田祥嗣、騎手
- 10月18日 - 井上淳哉、漫画家、ゲームクリエイター
- 10月19日 - 奥井亜紀、歌手
- 10月19日 - 立花理佐、タレント、元アイドル歌手
- 10月20日 - 遠近孝一、声優
- 10月20日 - 平松省二、元プロ野球選手
- 10月21日 - 遠藤憲昭、アパレルブランド、デビロックプロデューサー
- 10月21日 - 西島千博、プロダンサー、俳優
- 10月22日 - 鶴巻伸洋、総合格闘家、プロレスラー
- 10月22日 - ますおかたろう[4]、声優
- 10月23日 - 矢部浩之、お笑いタレント（ナインティナイン）
- 10月23日 - 柳澤鉉、プロ野球選手
- 10月25日 - 岩崎征実、声優
- 10月25日 - 五嶋みどり、ヴァイオリニスト
- 10月25日 - 敷田直人、プロ野球審判員
- 10月26日 - 千秋、タレント
- 10月26日 - 関口伊織、元プロ野球選手
- 10月27日 - 音羽山親方、元大関貴ノ浪（+ 2015年）
- 10月27日 - 杉山弘一、元サッカー選手
- 10月28日 - 樹里咲穂、女優（元宝塚歌劇団の男役スター）
- 10月30日 - 川﨑義文、元プロ野球選手
- 10月30日 - 門倉貴史、エコノミスト
- 10月31日 - 大河内志保、タレント

### 11月
- 11月5日 - 吉田浩、元プロ野球選手
- 11月5日 - 西澤洋介、元プロ野球選手
- 11月8日 - 安田周一郎、プロ野球選手
- 11月11日 - 首藤康之、バレエダンサー・俳優
- 11月14日 - 森崎博之、俳優、タレント、TEAM NACSリーダー
- 11月19日 - 菅谷大介、日本テレビアナウンサー
- 11月19日 - 山口敏弘、元サッカー選手
- 11月20日 - さくまひでき、シンガーソングライター
- 11月21日 - 相川聡、元アナウンサー・タレント
- 11月21日 - 中山千桂子、四国放送アナウンサー
- 11月22日 - 神尾米、元テニス選手
- 11月25日 - 塚地武雅、お笑いタレント（ドランクドラゴン）
- 11月25日 - 高橋美鈴、NHKアナウンサー
- 11月26日 - 名良橋晃、サッカー元日本代表
- 11月27日 - 小野妃香里、女優
- 11月30日 - 吉本一義、元プロ野球選手
- 11月30日 - 高井美穂、政治家

### 12月
- 12月1日 - 山崎真由美、元おニャン子クラブB組、グラビアアイドル
- 12月2日 - 松嶋尚美、タレント
- 12月2日 - 吉崎観音、漫画家
- 12月2日 - 道口瑞之、ミュージカル俳優
- 12月3日 - 藤井貴彦、日本テレビアナウンサー
- 12月4日 - はらさわ晃綺、声優
- 12月6日 - 高橋直純、声優
- 12月6日 - 平木理化、女子プロテニス選手
- 12月9日 - 佐野瑞樹、フジテレビアナウンサー
- 12月9日 - せがわきり、タレント・児童文学作家
- 12月9日 - 関根裕之、元プロ野球選手
- 12月9日 - 菊地直子、オウム真理教の元信徒　オウム真理教事件実行犯の1人
- 12月10日 - 佐藤ひろ美、歌手
- 12月13日 - 宮野久美子、タレント、ラジオパーソナリティ、元おニャン子クラブ
- 12月13日 - 松崎武吏、編集者
- 12月14日 - 浅井樹、元プロ野球選手、広島東洋カープコーチ
- 12月15日 - 茂森あゆみ、歌手
- 12月15日 - 松本美和、声優
- 12月15日 - 式秀親方、元幕内北桜
- 12月16日 - 細川茂樹、俳優
- 12月17日 - 牧瀬里穂、女優
- 12月20日 - 片岡礼子、女優
- 12月21日 - はな、タレント、モデル
- 12月23日 - 山崎まさよし、シンガーソングライター
- 12月24日 - 小川知子、アナウンサー
- 12月25日 - 吉見美津子、タレント、元おニャン子クラブ
- 12月26日 - 小鴨由水、バルセロナオリンピック女子マラソン代表
- 12月27日 - 海原ともこ、お笑いタレント（海原やすよ・ともこ）
- 12月28日 - 豊嶋真千子、声優
- 12月28日 - 北田暁大、社会学者
- 12月29日 - 真砂徳子、フリーアナウンサー
- 12月30日 - 元木大介、タレント、元プロ野球選手、読売ジャイアンツコーチ